# Onda de calor no Brasil em 2023
A onda de calor no Brasil em novembro de 2023 foi um fenômeno climático de calor extremo e ausência de chuvas que afetou o país nesse período. Teve início na Região Centro-Oeste no dia 7 de novembro, quando as temperaturas já chegaram aos 42 °C em Mato Grosso do Sul, mas nos dias seguintes se intensificou em tamanho e intensidade, afetando áreas de todas as regiões brasileiras, principalmente o Centro-Oeste, Nordeste e Sudeste.
Mato Grosso do Sul e Minas Gerais registraram as maiores temperaturas da onda de calor, com marcas acima de 43 °C durante vários dias em ambos os estados, sobretudo de 12 a 19 de novembro de 2023. No dia 19, o município de Araçuaí, no Vale do Jequitinhonha, em Minas Gerais, observou máxima de 44,8 °C, a maior temperatura registrada no Brasil pelo INMET.
Nos meses de agosto, setembro e outubro de 2023 o Brasil já havia enfrentado outras três ondas de calor intensas, porém a de novembro foi mais abrangente e intensa, apontada pela MetSul Meteorologia como uma das mais fortes da história do país. Em dezembro, uma nova onda de calor foi registrada, mas com menor força. Todos os meses de julho a novembro de 2023 bateram recordes de temperatura média no Brasil.

## Descrição

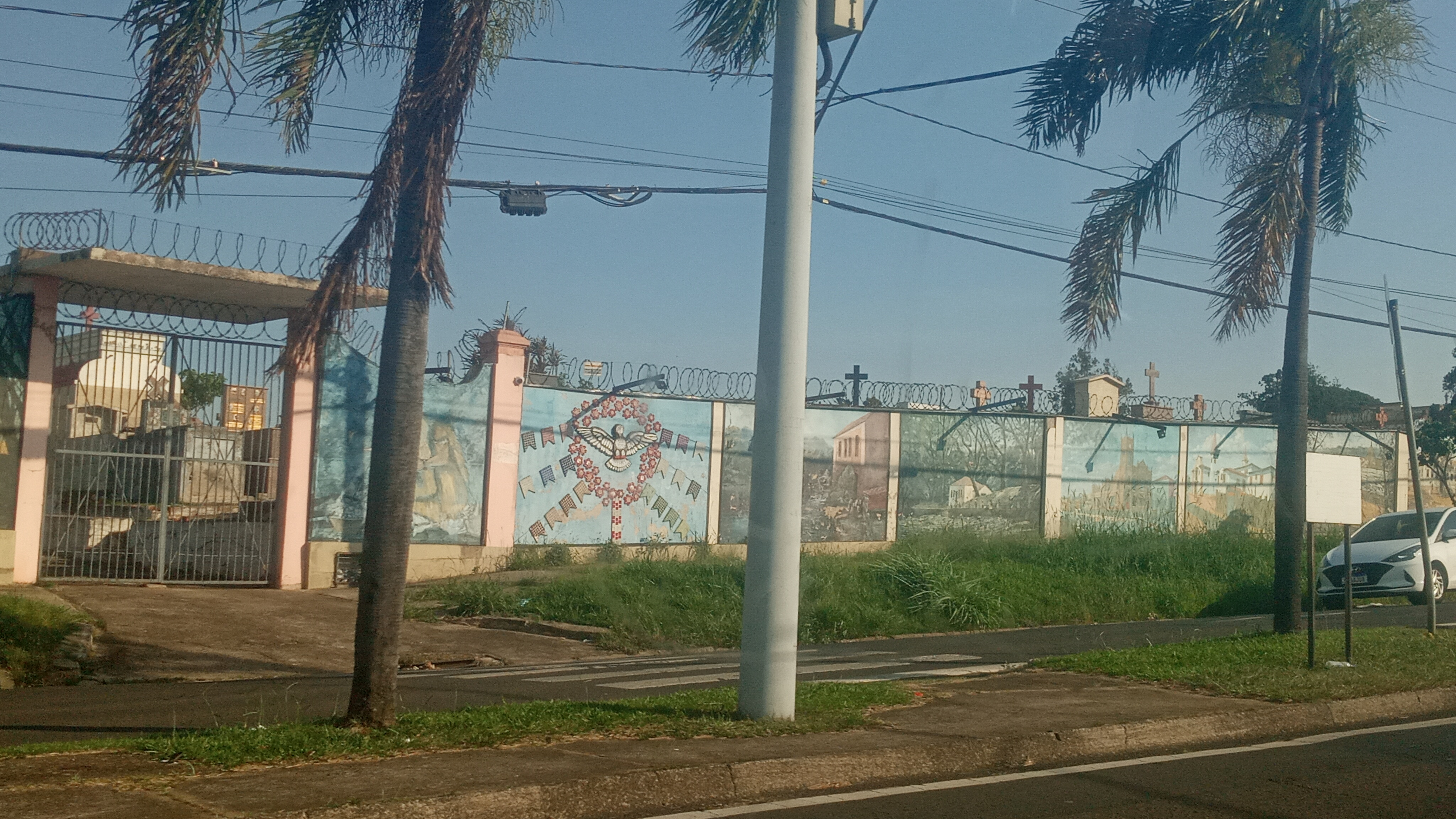
Avenida Independência, em Piracicaba (SP), durante um dia de intenso calor e quase sem nuvens (13 de novembro de 2023).

Enquanto que Centro-Oeste, Nordeste e Sudeste foram as regiões mais afetadas, com vários dias seguidos com temperaturas acima de 40 °C, chegando a anomalias de 15 °C acima da média do mês, apenas o Sul foi pouco atingido. A região da Amazônia também vinha enfrentando, desde junho, uma seca sem precedentes e recordes de baixos níveis de rios. Alertas de calor extremo foram divulgados por institutos de meteorologia, como a MetSul Meteorologia e o Instituto Nacional de Meteorologia (INMET) nos dias que antecederam o avanço da onda de calor, com expectativa de durar de uma a duas semanas, dependendo da região.
O evento foi formado a partir de uma massa de ar quente vinda da Argentina, Bolívia e Paraguai. A atuação anormal de um anticiclone, uma grande área de alta pressão atmosférica também chamada de "bolha de calor", foi a responsável pela manutenção de vários dias seguidos sem nuvens e com temperaturas acima do normal. Isso contrasta com o padrão normal de novembro na maioria das áreas afetadas, nas quais deveria ocorrer o começo da estação das chuvas. O fenômeno El Niño é um fator que contribuiu com o calor e ar seco extremos, uma vez que ele altera a circulação de ventos na atmosfera e dificulta o avanço de frentes frias sobre a América do Sul. Entretanto, houve a influência das mudanças climáticas no agravamento das ondas de calor brasileiras, acompanhando a tendência de aquecimento da Terra.
A ausência de nuvens e chuva por um longo período foi fundamental para que as temperaturas se elevassem muito. Durante a onda de calor, a umidade do ar em níveis médios da atmosfera, em associação às altas temperaturas, conseguiu provocar chuvas e trovoadas em pontos isolados, mas sem forças para amenizar o calor por muitas horas. Uma frente fria conseguiu avançar sobre partes das regiões Centro-Oeste e Sudeste do Brasil a partir do dia 19 de novembro, reduzindo a intensidade da onda de calor e provocando chuvas mais abrangentes e temporais localizados. O choque entre o ar quente da onda de calor e o ar mais frio da baixa pressão favoreceu a formação de áreas de chuva mais intensas. Apesar da diminuição das temperaturas, o esperado era que elas continuassem acima da média.

## Temperaturas

### Extremos de temperatura

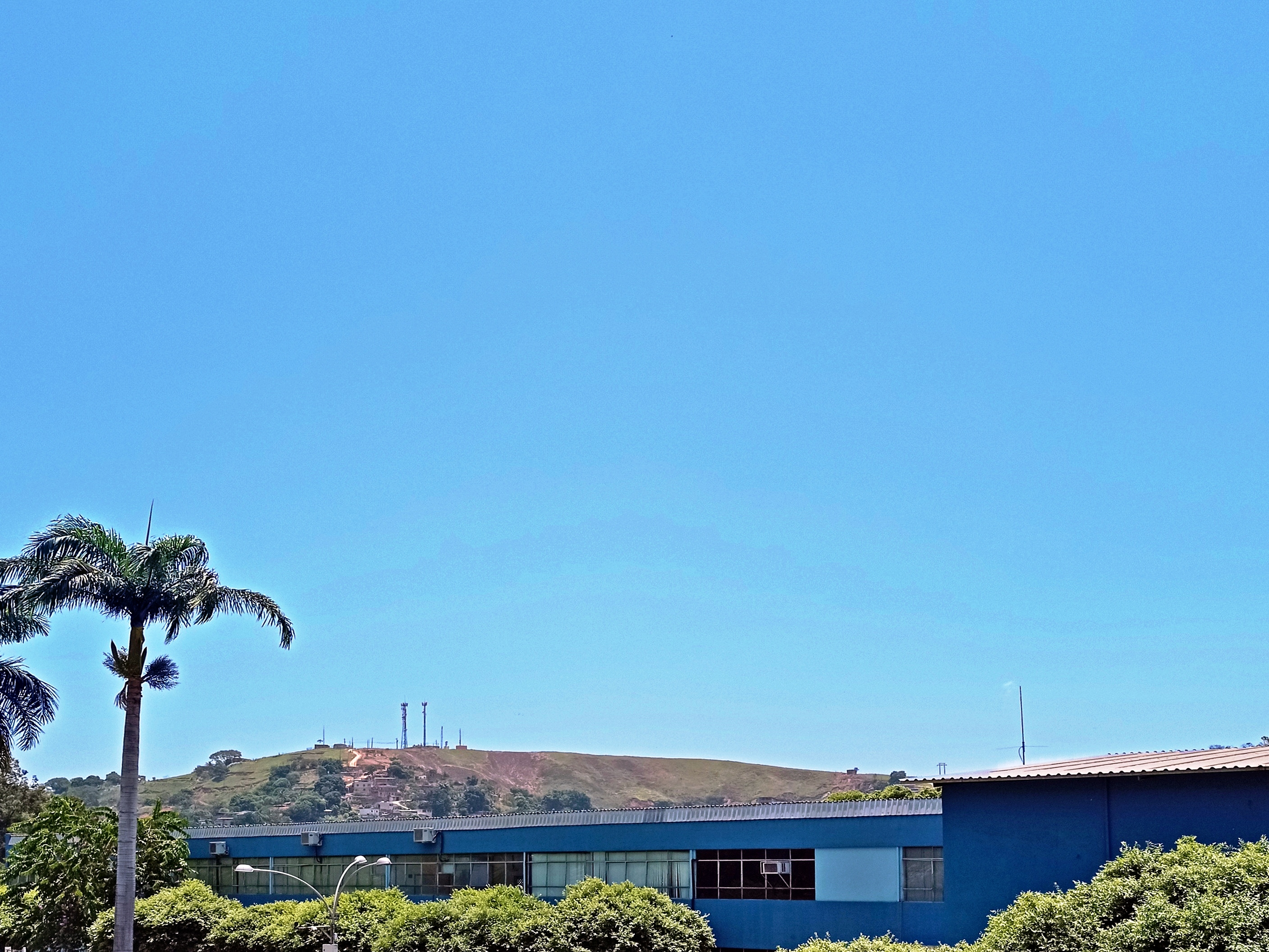
Condições de poucas nuvens e calor intenso em Coronel Fabriciano, MG (14 de novembro de 2023).

- 44,8 °C - Araçuaí, MG, 19 de novembro de 2023 - maior temperatura registrada no Brasil pelo INMET[4][5][6]
- 43,5 °C - Conselheiro Pena, MG, 13 de novembro de 2023 (Weather Wunderground)[17]
- 43,4 °C - São Romão, MG, 15 de novembro de 2023 (INMET)[4]
- 43,4 °C - Araçuaí, MG, 18 de novembro de 2023 (INMET)[4]
- 43,4 °C - Porto Murtinho, MS, 16 de novembro de 2023 (INMET)[4]
- 43,3 °C - Coronel Fabriciano, MG, 13 de novembro de 2023 (Weather Wunderground)[18]
- 43,3 °C - Corumbá, MS, 14 de novembro de 2023 (INMET)[4]
- 43,2 °C - Conselheiro Pena, MG, 19 de novembro de 2023 (Weather Wunderground)[19]
- 43,1 °C - Coronel Pacheco, MG, 18 de novembro de 2023 (INMET)[4]
- 43,1 °C - Porto Murtinho, MS, 17 de novembro de 2023 (INMET)[4]
- O município de Porto Murtinho, em Mato Grosso do Sul, registrou uma temperatura mínima de 32,7 °C no dia 13 de novembro de 2023.[4][20]

### Capitais
Em Cuiabá a temperatura passou dos 40 °C por treze dias seguidos, de 6 a 18 de novembro de 2023, com a maior sendo de 42 °C no dia 13, segundo o Instituto Nacional de Meteorologia (INMET). No Rio de Janeiro a máxima chegou a 42,5 °C no dia 18. Em 16 de novembro, Goiânia chegou aos 39,7 °C, recorde para um dia de novembro segundo o INMET. A cidade de São Paulo registrou 37,7 °C nos dias 13 e 14 de novembro de 2023, recorde para novembro e segunda maior temperatura já medida pela estação convencional do Mirante de Santana do INMET. Perde apenas para os 37,8 °C de 17 de outubro de 2014.
Em Campo Grande as temperaturas passaram de 37 °C em sete dias consecutivos, de 11 a 17 de novembro, com um pico de 37,7 °C no dia 16. Em Belo Horizonte passaram de 37 °C em seis dias seguidos, de 13 a 18 de novembro, com a maior sendo de 37,9 °C nos dias 14 e 16, registrada pelo INMET na Pampulha.

## Consequências
O fenômeno climático contribuiu com o aumento dos incêndios do Pantanal. Mais de um milhão de hectares do bioma foram consumidos pelo fogo desde o começo do mês, mais de três vezes do que o registrado durante o ano de 2022 todo. Em Minas Gerais, por sua vez, o registro de incêndios aumentou 133% de 1º a 15 de novembro em comparação com novembro de 2022 inteiro. O mesmo período teve mais atendimentos de incêndio do que os meses de novembro de 2021 e de 2022 juntos. O norte mineiro teve o quadro de seca agravado pela onda de calor, uma vez que o fenômeno atrasou o retorno da estação das chuvas. A estação seca de 2023, que já havia começado mais cedo, também se prolongou, provocando seca de cursos hídricos, falta d'água em cidades e comunidades, destruição de plantações e morte de criações de gado. No país, houve um aumento de 74% na ocorrência de incêndios florestais.
Em Belo Horizonte a Companhia de Saneamento de Minas Gerais (Copasa) alegou que o consumo de água aumentou em 20%, o que teria motivado desabastecimento em áreas da cidade e da região metropolitana. No Espírito Santo a sequência de dias quentes e secos e o aumento do consumo afetou o abastecimento de água em 53 municípios. Por influência da onda de calor, o consumo instantâneo de energia elétrica do Sistema Interligado Nacional (SIN) atingiu um recorde às 14h17min (UTC−3) do dia 13 de novembro.
A onda de calor coincidiu com o segundo domingo do Exame Nacional do Ensino Médio (Enem), em 12 de novembro, prejudicando a concentração dos participantes das provas em escolas sem ar condicionado. Houve registros de jovens que passaram mal devido às altas temperaturas. Em algumas instituições de ensino houve o cancelamento parcial ou total de aulas presenciais ou suspensão de aulas de educação física. As mortes e atendimentos médicos relacionados à exposição ao calor também se intensificaram. Somente no estado de São Paulo, o aumento desse tipo de atendimento ambulatorial foi de 102,5% em relação a 2022.
No dia 17 de novembro de 2023, cerca de mil pessoas desmaiaram durante o show da turnê mundial The Eras Tour, da cantora estadunidense Taylor Swift, realizado no Estádio Olímpico Nilton Santos, no Rio de Janeiro. A estudante Ana Clara Benevides Machado sofreu uma parada cardiorrespiratória e morreu durante o concerto. No dia a temperatura havia chegado aos 39,1 ºC na cidade, segundo o INMET. Contudo, a entrada de água foi proibida pela empresa responsável pela organização. No dia seguinte, a temperatura chegou aos 42,5 °C, a maior de 2023, e a organização decidiu adiar o show que estava marcado para a noite.